# Nørrejylland

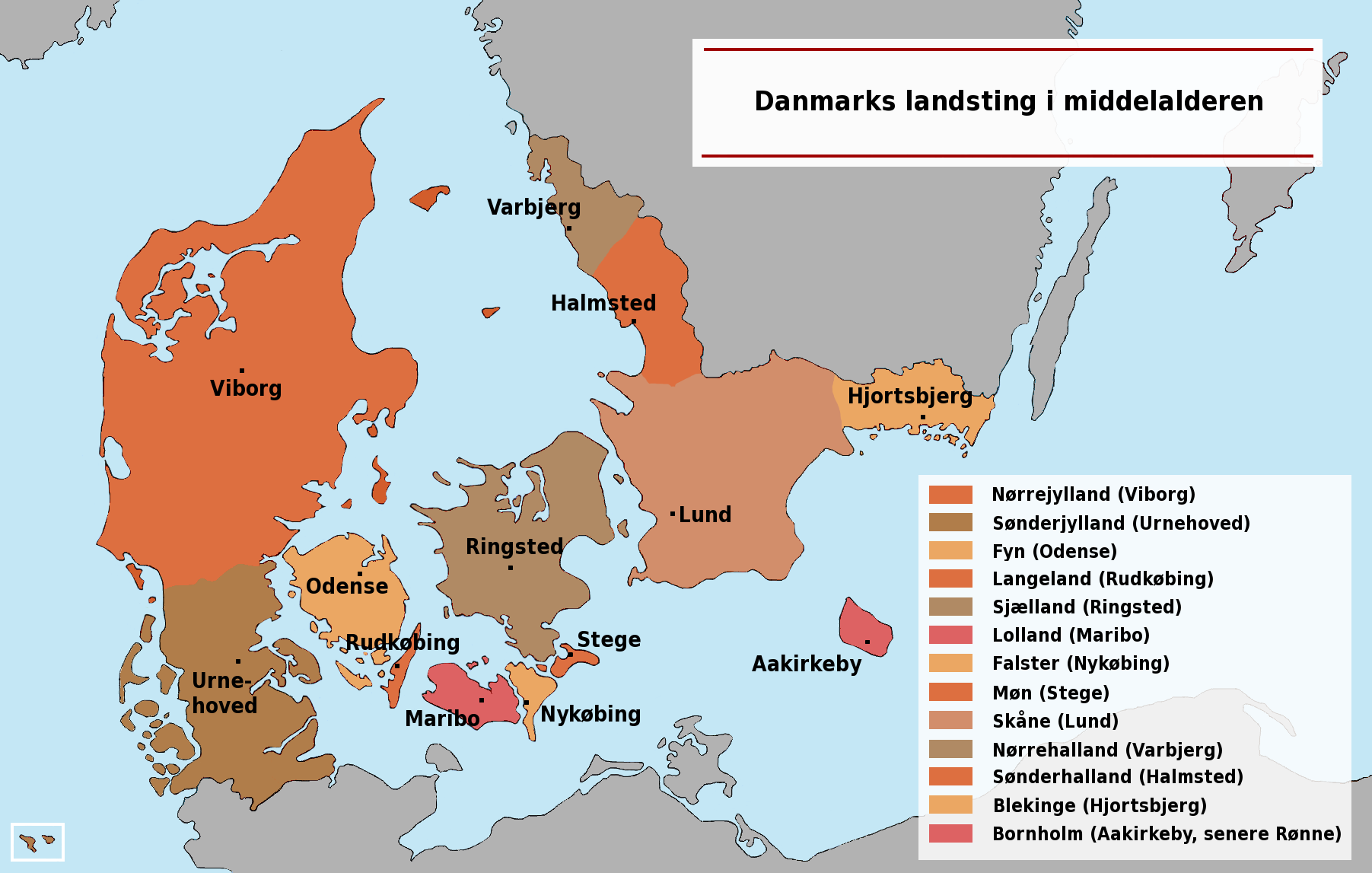
Nørrejylland stellte im Mittelalter (wie Sønderjylland) ein eigenes Landsting

Lage Jütlands auf der kimbrischen Halbinsel.
Nördliches Jütland (Nørrejylland): und
Die Inseln Fanø, Morsø, Læsø, Samsø (grün) gehören auch zu Nørrejylland.
Südliches Jütland (Sønderjylland):

Nørrejylland (deutsch: Nördliches Jütland, historisch auch Norderjütland) bezeichnet den nördlich der Königsau gelegenen Teil von Jütland. Jütland südlich der Königsau wird als Sønderjylland (Südliches Jütland, deutsch meist Nord- bzw. Südschleswig, sehr selten auch Süderjütland) bezeichnet, politisch war dies das Herzogtum Schleswig. Die südliche Grenze bildete die Eider.
In Nørrejylland liegen seit 2007 die Verwaltungsregionen Region Nordjylland und Region Midtjylland und die westliche Hälfte der Region Syddanmark.
Im Mittelalter besaß Nørrejylland in Viborg ein eigenes Landsting. Landstinge gab es auch für Sønderjylland, auf den dänischen Inseln zwischen Kleinem Belt und Öresund sowie in Schonen (heute zu Schweden gehörend). Auf einem Landsting wurde unter anderem dem König gehuldigt.
Als administrativer Begriff kommt der Name nur noch im Sammelgebiet des „Landesarchivs für Nørrejylland“ (Landsarkivet for Nørrejylland), in Viborg gelegen, vor.

## Nordjütland

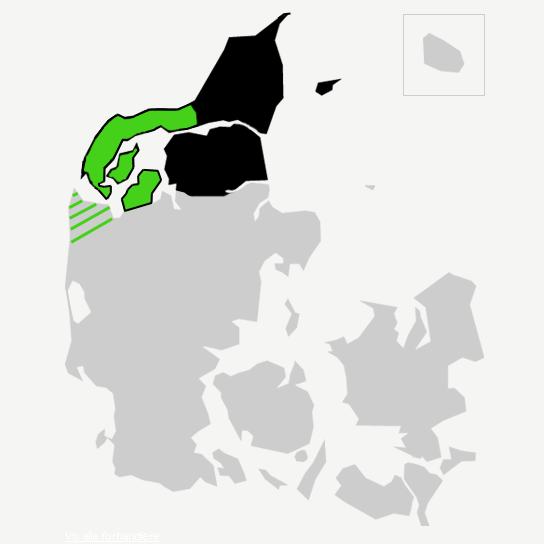
Lage von Nordjütland (schwarz) und Nordwestjütland (grün) in Dänemark

Als historische Landschaft sollte Nørrejylland (Nördliches Jütland) nicht mit der geografischen Bezeichnung Nordjylland (Nordjütland) verwechselt werden. Nordjütland umfasst ein Gebiet nördlich des Limfjords zuzüglich Himmerlands. Davon unterschieden wird je nach Kontext Nordwestjütland (auf der Karte grün markiert). Beide Gebiete gemeinsam decken sich geografisch annäherungsweise mit der Verwaltungsregion Nordjütland.